# Ihr kennt mich nicht!
Ihr kennt mich nicht! ist ein Jugendroman von David Klass, der 2001 unter dem Titel You Don’t Know Me bei Farrar, Straus and Giroux in den Vereinigten Staaten erschien. Im selben Jahr folgte beim Arena Verlag die deutsche Erstausgabe in der Übersetzung von Alexandra Ernst und 2009 die deutsche Taschenbuchausgabe.

## Inhalt
Im Roman geht es um den vierzehnjährigen John, der ohne Vater mit seiner Mutter zusammen lebt. Seit einiger Zeit hat sie einen neuen Freund, der bei ihnen eingezogen ist. Er scheint keiner geregelten Arbeit nachzugehen, im Gegensatz zu Johns Mutter, die in einer Fabrik als Schichtarbeiterin das notwendige Geld zum Lebensunterhalt verdient. Zwischen dem Mann und John besteht ein Machtkampf. Der Mann möchte, dass er sich ihm unterordnet, und schreckt auch vor körperlicher Misshandlung nicht zurück. Das hörbare Zeichen dieser Unterordnung ist, dass John ihn „Sir“ nennt. Diese Bezeichnung verweigert dieser ihm, egal wie sehr er auch misshandelt wird.
Neben seinem Zuhause, das er nicht als solches empfindet, ist die Schule ein Ort von Bedeutung für ihn. Obwohl er nur wenige Erfolgserlebnisse und Freunde dort hat, stellt er doch einen Schutzraum für ihn dar. Das liegt auch an Gloria Porter, einem Mädchen seiner Jahrgangsstufe, in das er verliebt ist. Er hat noch nie mit ihr gesprochen, fühlt aber zwischen ihr und sich ein stilles Einvernehmen. Er lädt sie mittels eines Zettels zum Besuch des Basketballspiels der Schulmannschaft ein und benutzt damit die Idee seines besten Freundes und Konkurrenten, Billy Beanman. Doch das erhoffte Zeichen bleibt aus. Gloria verschluckt den Zettel und ignoriert John. Am darauffolgenden Tag sucht sie noch vor Beginn des Unterrichts das Gespräch mit ihm, macht ihm Komplimente und nimmt die Einladung an. Ab diesem Moment schwimmt John auf einer Welle des Glücks. Sowohl im Unterricht als auch bei der Orchesterprobe gelingt ihm alles. Er wird von seinen Mitschülern, besonders von Violet Hayes, einem eher unattraktiven und burschikosen Mädchen, bewundert.
Am Tag des Basketballspiels erkennt sich John fast selbst nicht mehr, als er sich zu Gloria, die in der reichsten Gegend der Stadt wohnt, auf den Weg macht. Er hat dem Freund der Mutter sogar $ 20 weggenommen, um Gloria an diesem Abend etwas bieten zu können. Glorias Eltern und ihr Haus machen enormen Eindruck auf ihn. Aber vor allem Gloria in ihrer aufreizenden Aufmachung erregt nicht nur Johns, sondern auch die Aufmerksamkeit ihres Vaters. Der Abend verläuft nicht wie geplant. Das Basketballspiel entwickelt sich noch vor dem Anpfiff zu einer Massenschlägerei. John und Gloria können dem Getümmel aus dem Weg gehen und treffen auf dem Nachhauseweg Glorias Freundin Mindy mit ihrem Freund. John erfährt von Mindys Freund Toby, wie brutal Glorias Vater mit den männlichen Begleitern seiner Tochter umgeht, wenn er sie zusammen erwischt. Trotz dieser Warnung und der Alarmglocke in seinem Kopf lässt sich John von Gloria in ihren Partykeller führen. Entgegen ihren Versicherungen entdeckt ihr Vater sie und John kann ihm gerade noch durch die Katzenluke entkommen. Aber er musste bis auf seine Hose alle Kleider, auch die Jacke mit dem Geld zurücklassen.
Das wird ihm bei seiner Heimkehr zum Verhängnis. Der Mann hat das Verschwinden des Geldes bemerkt. Doch statt John zu verprügeln, nimmt er ihn mit auf einen seiner Fischzüge. Es stellt sich heraus, dass es kriminelle Machenschaften sind, mit denen er sein Geld verdient. John sieht sich ihm zum ersten Mal hilflos ausgeliefert. Er muss sich ihm unterwerfen, nennt ihn zum ersten Mal „Sir“. Er arbeitet bis zur Erschöpfung und wagt es nicht, sich zu widersetzen. Doch bevor sie heimfahren, hält der Abend für John noch eine Überraschung bereit. Der Mann eröffnet ihm, dass seine Mutter wegen eines Krankheitsfalles zu ihrer Tante gefahren ist und dass sie nach ihrer Rückkehr seine Frau wird. Johns Widerstand ist gebrochen. Er sieht noch nicht einmal eine Chance darin, den Mann zu verraten. Er glaubt, dass er seine Mutter verloren hat.
Als er zwei Tage später wieder zur Schule geht, hat er eine unangenehme Auseinandersetzung mit Gloria, bei der er erkennt, dass sie doch nicht das Mädchen ist, für die er sie gehalten hat. Doch damit ist die Kette der unglückseligen Ereignisse noch nicht zu Ende. Er ist so in Gedanken mit sich selbst beschäftigt, dass er, ohne es zu bemerken, seine Gedanken über seine Mathematiklehrerin laut ausspricht und diese damit sehr verletzt. Er wird aus der Orchesterprobe, die ebenfalls katastrophal verläuft, herausgeholt und zum Direktor gebracht, der ihn für eine Woche vom Unterricht suspendiert und ihn in die Obhut seines angeblichen Vaters gibt.
Noch am gleichen Tag beginnt der Mann, John endgültig zu brechen. Zurück zu Hause verprügelt er den Jungen im Keller mit seinem Gürtel. John ist nur noch ein winselndes Bündel im Dreck. In Abwesenheit der Mutter und zusätzlich seines Schutzraumes Schule beraubt, ist er dem Mann und seinem Willen vollkommen ausgeliefert. Er spielt sowohl mit dem Gedanken, wegzulaufen als auch sich umzubringen, tut aber weder das eine noch das andere, weil er damit dem Mann kampflos das Feld geräumt und den Sieg überlassen hätte. In dieser Situation besucht ihn ganz unerwartet Violet Hayes und bittet ihn unter Tränen, sie zum Abschlussball der Schule zu begleiten. Nach anfänglicher rigoroser Ablehnung gibt er Violets Hartnäckigkeit nach. Bei seinen Vorbereitungen für den Abend, für den er keine Kleider mehr hat, stellt er allerdings fest, dass dieser Besuch und ihr Widerspruchsgeist auch seinen Widerstand gegen den Mann und alle Widrigkeiten geweckt hat. Mit Kleidern von ihrem Bruder ausgestattet verbringen sie einen Abend, der John zeigt, worauf es wirklich im Leben ankommt. Er verliebt sich in Violet und erlebt mit ihr seinen ersten Kuss.
Doch John hatte nicht mit solchen Schwierigkeiten gerechnet, wie sie ihn daheim in Gestalt des Mannes erwarteten. Dieser hat ihm aufgelauert und will ihn in trunkenem Zustand verprügeln. Doch dieses Mal setzt sich John zur Wehr. Durch einen Biss von Johns Hund in das Bein des Mannes ist dieser so lange abgelenkt, dass es John gelingt, vor das Haus zu fliehen. Dort wird er zwar von dem Mann eingeholt und übel zugerichtet, doch Mr Steenwilly, ein Lehrer Johns, der schon länger Verdacht geschöpft hat, kann John das Leben retten und den Mann, einen gesuchten Kriminellen, der Polizei übergeben.
Im Krankenhaus muss John feststellen, dass er sich nicht nur in Violet, sondern vor allem in seiner Mutter geirrt hat. Sie hat zwar nicht bemerkt, wie John zu leiden hatte, aber sie hat immer auf der Seite ihres Sohnes gestanden. John hat sich zu sehr von dem Mann beeinflussen lassen, statt mit ihr zu reden. Der Roman endet trotz des lebensbedrohlichen Höhepunktes hoffnungsvoll und aussichtsreich mit Johns Genesung und der Gewissheit, seine Mutter nicht verloren und mit Violet eine echte Freundin gefunden zu haben.

## Erzählperspektive
David Klass erzählt die Geschichte aus der Sicht der Hauptfigur John in der Ich-Perspektive. Daraus ergibt sich die subjektive Darstellung und Bewertung der Ereignisse durch John. Durch die Verwendung des „du“ gleich im ersten Satz des Romans fühlt sich der Leser unmittelbar angesprochen und damit auch betroffen von den Gefühlen, die John bewegen. Im Laufe des ersten Kapitels wird deutlich, dass John eine Person konkret anspricht, seine Mutter. Allerdings findet das Gespräch mit ihr nicht real, sondern ausschließlich in seinen Gedanken statt. Diese Erzählsituation zeigt der Autor auch daran, dass die Mutter, obwohl Gesprächspartnerin von John, sich gar nicht in seiner Nähe aufhält, sondern das Ziel von Johns Beobachtung ist. Aber selbst das trifft nicht zu. Die Beobachtungen, die John anstellt, sind ebenfalls rein gedanklicher Natur, denn wie er selbst formuliert, muss man „die Dinge nicht sehen, um zu wissen, dass sie geschehen.“
Im Laufe des Romans wechseln Johns Ansprechpartner. In den Kapiteln drei und vier beispielsweise richtet sich seine gedankliche Kommunikation an Mr Steenwilly. Dies wiederholt sich später noch mehrmals. An vielen Stellen gibt der Kontext einen Hinweis darauf, wen John in seinen Gedanken anspricht, doch an ebenso vielen bleibt eine Bezugsperson auf der Ebene des Romans unklar, so z. B. in Kapitel 17. Zu Beginn des Kapitels legen die Formulierungen nahe, dass John sich an seine Mutter richtet, denn er geht davon aus, dass sie ihn nicht vermissen wird, wenn er sie verlässt. Diese Annahme bestätigt sich in den Zeilen 31 und 32 auf Seite 174, denn wem außer seiner Mutter könnte zu Hause schon auffallen, dass er noch da ist. Allerdings wird in dem Moment die Mutter als Ansprechpartnerin widerlegt, als John von den Telefonaten mit ihr im Krankenhaus bei Tante Rose erzählt, denn er spricht hier von ihr in der dritten Person. Das Kapitel schließt danach mit einem Wechsel in die zweite Person. In diesen letzten Zeilen konzentrieren sich die Verzweiflung des Jungen über die Ausweglosigkeit seiner Lage und seine stummer Schrei nach Hilfe von seiner Mutter, der sie doch nicht erreicht.
Gerade die Unmittelbarkeit der Gedanken, die Überlegungen und Beurteilungen seiner Umwelt durch John, gewissermaßen ein einziger innerer Monolog, beziehen auf der einen Seite den Leser sehr stark mit ein, besonders an den Stellen, an denen ein Adressat auf der Erzählebene nicht zu erkennen ist, ist auf der anderen Seite mit Vorsicht zu betrachten. Der Leser muss sich fragen, was von dem Erzählten wirklich so ist. Im Verlaufe der Ereignisse wird dem Leser klar, dass Johns Wahrnehmung seiner Umgebung und der Geschehnisse oft nicht mit der Realität des Romans übereinstimmt. Diese Diskrepanz ist für den Leser erkennbar. Ein gutes Beispiel dafür ist die Beziehung zu Gloria, Johns Angebeteter. Während der Leser ihr Verhalten gegenüber John nach der Zettelübergabe sehr gut als ablehnend einordnen kann und ihre Zusage am nächsten Morgen mit der notwendigen Skepsis betrachtet, kommt für John eine solche Einstellung Glorias einfach nicht in Frage. Er lässt sich von ihrer Freundlichkeit becircen und glaubt ihren Erklärungen, während der Leser sie sofort als Lügen identifiziert.
Aus dem Widerspruch zwischen Johns Wahrnehmung und der fiktionalen Realität bezieht die Geschichte auch einen Teil ihrer Komik. Trotz der schwierigen häuslichen Situation und den Misshandlungen durch den Freund der Mutter wirkt John nicht verzweifelt, zumindest so lange nicht, als zwischen ihm und dem Mann eine Art Kräftegleichgewicht herrscht. Gerade Johns Phantasie eröffnet ihm einen Weg, mit dieser Belastung fertigzuwerden und nicht daran zu Grunde zu gehen. Die Möglichkeit, in Gedanken seine Lage und das Verhalten seiner Gegenüber in Worte zu fassen und seine Prinzipien und damit seine Würde zu wahren, wird durch die Wahl der Ich-Perspektive erst in dem Maße erfahrbar. So schafft sich John seine kleinen Fluchten im Mathematikunterricht genauso wie in der Auseinandersetzung mit dem Mann, sei es, dass er Mrs Gabriel, Mrs Mondgesicht oder Mrs Knoblauchatem nennt oder sich zurechtspinnt, was sie „wirklich“ sagt., sei es, dass er dem Mann in Gedanken, in einer Art Tiefen- oder Metakommunikation, die Unterwerfung verweigert, die dieser von ihm fordert. In dem Moment, in dem die Trennung der beiden Ebenen fällt, bricht über John die Katastrophe herein. Als er dem Mann bei seinem Fischzug helfen muss, um ihm die $ 20 zurückzuerstatten, zeigt sich Johns ausweglose Lage darin, dass er ihn tatsächlich „Sir“ nennt. Seine Gedanken sprechen nicht mehr von Rebellion, es findet keine gedankliche Parallelkommunikation mehr statt, nur noch das direkte Gefühl, die Angst, wird geäußert. Die Realität ist in seinen Gedanken angekommen. Eine ähnliche Situation ergibt sich, als John seine Gedanken über Mrs Gabriel im Mathematikunterricht laut ausspricht. Hier bricht die gedankliche Ebene in die Realität ein. Die Katastrophe für John und sein Entsetzen werden für den Leser sofort sichtbar. Durch die Ich-Perspektive und die Vermittlung der Außenwelt durch seine Gedanken werden Johns emotionale Realität und der Einfluss der Umwelt darauf für den Leser sehr unmittelbar, eine der Schwierigkeiten und Stärken des Romans.

## Rezensionen
- Reinhard Osteroth von der Wochenzeitung Die Zeit lobt den Rhythmus  der „Nicht-Elterngeschichte“ als „bestechend“ sowie die „enorme erzählerische Originalität“ der Kombination aus Schul-, Liebes- und Kriminalgeschichte.[14]
- Roswitha Budeus-Budde von der Süddeutschen Zeitung preist die „irrwitzige Sprache“ sowie die deutsche Übersetzung von Alexandra Ernst.[14]
- Simone Giesen von der Frankfurter Allgemeinen Zeitung bewertet die Geschichte als konventionell, stuft aber die „charmant-komischen und originellen Beobachtungen“ als positiv ein.[14]
- Die Lübecker Nachrichten bewerten das Jugendbuch als „großartige Literatur und gleichzeitig sehr schwere Kost“.[15]
- Englischsprachige Besprechungen fanden sich unter anderem in der New York Times,[16] der Washington Post[17] und dem Lodi News-Sentinel.[18]

## Ausgaben
- You Don’t Know Me. Farrar, Straus and Giroux, New York 2001 ISBN 978-0-374-38706-8
- Ihr kennt mich nicht! Arena-Verlag, Würzburg 2001 ISBN 3-401-05328-0
- Ihr kennt mich nicht! Arena-Verlag Würzburg 2009 ISBN 978-3-401-02742-5